# Li Na (schermster)
Li Na (Dandong, 9 maart 1981) is een Chinees schermer.

## Carrière
Li won in 2012 olympisch goud met het degen team en in 2000 olympisch brons.
In 2006 werd zij wereldkampioen met het team en in 2011 individueel.

## Resultaten

### Olympische Zomerspelen
| Jaar | Plaats | Resultaten             |
| ---- | ------ | ---------------------- |
| 2000 | Sydney | 30e degen degen team   |
| 2004 | Athene | 9e degen 6e degen team |
| 2008 | Peking | 4e degen               |
| 2012 | Londen | 9e degen degen team    |

### Wereldkampioenschappen schermen
| Jaar | Plaats          | Resultaten         |
| ---- | --------------- | ------------------ |
| 1999 | Seoel           | degen team         |
| 2002 | Lissabon        | degen team         |
| 2003 | Havana          | degen              |
| 2006 | Turijn          | degen team         |
| 2007 | Sint Petersburg | degen              |
| 2008 | Peking          | degen team         |
| 2011 | Catania         | degen · degen team |

1996: Barlois, Flessel, Moressée-Pichot ·
2000: Aznavoerjan, Jermakova, Logoenova, Mazina ·
2004: Logoenova, Aznavoerjan, Jermakova, Sivkova ·
2012: Na, Xiaojuan, Yujie, Anqi ·
2016: Dinu, Gherman, Pop, Popescu ·
2020: Beljajeva, Embrich, Kirpu, Lehis ·
2024: Fiamingo, Navarria, Rizzi, Santuccio